# Charles Davis (Flötist)
Charles Davis (* 29. September 1946 in Sydney, Australien) ist ein australischer Jazz-Flötist.
Davis lernte zunächst Gitarre und spielte in England Rock, Pop und Folk in verschiedenen Gruppen. Dann wechselte er zur Flöte und trat zunächst im Jazzrock-Kontext auf; kurzzeitig spielte er auch Saxophon. Seit Anfang der 1980er trat er vornehmlich im Duo-Kontext auf. Er besuchte Workshops und Master Classes von James Newton, Robert Dick und Dieter Bihlmaier.
Sein Flötenquintett Four or more Flutes besteht seit 1990 und präsentiert sich inzwischen mit einer großen Flötenfamilie einschließlich Kontrabassflöte. Das Album Fluturistic wurde als CD des Monats in der Fachzeitschrift Stereo präsentiert.

## Diskographische Hinweise
- 1983 – Folkjazz Duo – Charles Davis & Stefan Schmidt
- 1985 – Acoustic Works – Charles Davis & Stefan Schmidt – (Chef Records)
- 1987 – Blues bis Bossa – Acoustic Duo
- 1988 – Captured Moments – Charles Davis & Andreas Piesch – (Chef Records)
- 1991 – Nomadic Instincts – Charles Davis – (L+R Records)
- 1993 – Influtenza – Four or More Flutes – (L+R Records)
- 1995 – Strange Goodbyes – Charles Davis & Captured Moments – (L+R Records)
- 2000 – Key Stories – Charles Davis & Captured Moments – (KlangRäume Records)
- 2001 – Spirit of the House – Ensemble Chanchala – (KlangRäume Records)
- 2005 – Fluturistic – Four or More Flutes – (KlangRäume Records)
- 2006 – The Day the Swallows Came – Ensemble Chanchala – (KlangRäume Records)
- 2008 – Pathways – Charles Davis & Captured Moments – (Tonsee Records)
- 2012 – Ragastan – Duo Bubachala – (Tonsee Records)
- 2015 – Nexxt – Charles Davis & Captured Moments – (Tonsee Records)